# Walter von Bülow-Bothkamp
Walter von Bülow-Bothkamp (Eckernförde, 1894. április 24. – Langemark-Poelkapelle, 1918. január 6.) német katona. Az ászpilóta arisztokrata családból származott, 28 győzelmet aratott, Belgiumban lőtték le, a családi kriptában temették el.